# Søren Kragh Andersen
Søren Kragh Andersen (Strib, municipi de Middelfart, 10 d'agost de 1994) és un ciclista danès professional des del 2013 i actualment a l'equip Alpecin-Deceuninck. El seu germà Asbjørn també competeix professionalment.
En el seu palmarès destaquen, per damunt de tot, dues etapes al Tour de França de 2020.

## Palmarès
- 2011
  -  Campió de Dinamarca júnior en contrarellotge per equips
  - Vencedor de 2 etapes del Tour del País de Vaud
  - Vencedor d'una etapa del Trofeu Karlsberg
- 2012
  - Vencedor d'una etapa de la Cursa de la Pau júnior
  - Vencedor d'una etapa del Tour del País de Vaud
- 2014
  -  Campió de Dinamarca sub-23 en contrarellotge
- 2015
  - 1r al ZLM Tour i vencedor d'una etapa
  - 1r al Hadeland GP
  - Vencedor d'una etapa de la Tour dels Fiords
  - Vencedor de 2 etapes del Tour de l'Avenir
- 2017
  -  Campió del món en contrarellotge per equips
  - Vencedor d'una etapa al Tour d'Oman
- 2018
  - 1r a la París-Tours
  - Vencedor d'una etapa a la Volta a Suïssa
- 2020
  - Vencedor d'una etapa a la París-Niça
  - Vencedor de 2 etapes al Tour de França
  - Vencedor d'una etapa al BinckBank Tour
- 2023
  - 1r a l'Eschborn-Frankfurt
- 2025
  -  Campió de Dinamarca en ruta

### Resultats a la Volta a Espanya
- 2017. 106è de la classificació general

### Resultats al Tour de França
- 2018. 52è de la classificació general
- 2019. No surt (18a etapa)
- 2020. 58è de la classificació general. Vencedor de 2 etapes
- 2021. No surt (14a etapa)
- 2023. 122è de la classificació general